# Una vida de mierda
Una vida de mierda es una serie de televisión española estrenada por la plataforma Mtmad de Mediaset España el 28 de agosto de 2019 protagonizada por Diego Arroba «El Cejas».
La serie cuenta la vida del Youtuber «El Cejas» desde que subió su primer vídeo hasta que llegó a ser todo un éxito en las redes sociales.

## Sinopsis
«El Cejas» (1.7m followers en Instagram, más de 600k suscriptores en Youtube) subió su primer vídeo en redes sociales el 12 de septiembre de 2017. Dos años después, es uno de los instagramers españoles más exitosos. Pero lo que sus seguidores no imaginan, es por qué llegó a Instagram ni que desde entonces lleva una vida 'de mierda'.
«El Cejas» pasó de ser un pringado a ser una estrella nacional, pero estar en lo más alto no es incompatible con seguir llevando una mala vida.

## Reparto

### Elenco principal
- Diego Arroba como «El Cejas» (Capítulo 1 – Capítulo 6)
- Sofian Elben como Sofián (Capítulo 1 – Capítulo 6)
- Aissa Aslani como Aissa (Capítulo 1 – Capítulo 6)
- Violeta Mangriñán como Soraya (Capítulo 1 – Capítulo 6)
- Juan Serrato como Ricky «El Muerto» (Capítulo 1 – Capítulo 6)
- Patricia Barbosa como Policía (Capítulo 2)
- Marta Casielles como Señora supermercado (Capítulo 5 – Capítulo 6)

### Invitados
- Carlota Corredera como Directora banco (Capítulo 1)
- Francisco Nicolás como Niño rico (Capítulo 1 / Capítulo 5)
- Damián Gómez como Segurata (Capítulo 1 / Capítulo 5 – Capítulo 6)
- Aless Gibaja como Él mismo (Capítulo 2)
- Noemí Salazar como Ella misma (Capítulo 2)
- Rubén Corvo como Conductor (Capítulo 2)
- Pablo G. Show como Alumno autoescuela (Capítulo 3)
- Angie Corine como Ella misma (Capítulo 3)
- Golle GZ como Director del videoclip (Capítulo 4)
- Omar Montes como Él mismo (Capítulo 4)
- Oriana Marzoli como Concursante Got Talent (Capítulo 5)

## Episodios
| N.º (serie) | N.º (temp.) | Título                                                    | Director(es)  | Fecha de emisión         |
| ----------- | ----------- | --------------------------------------------------------- | ------------- | ------------------------ |
| 1           | 1           | «Soy El Cejas y tengo una vida de mierda»                 | Alfredo López | 28 de agosto de 2019     |
| 2           | 2           | «Alto a la Guardia Civil, o te meto un placa»             | Alfredo López | 2 de septiembre de 2019  |
| 3           | 3           | «Security Cejas ha llegado al barrio»                     | Alfredo López | 4 de septiembre de 2019  |
| 4           | 4           | «Voy a hacer el mayor temazo de la Historia de la Música» | Alfredo López | 9 de septiembre de 2019  |
| 5           | 5           | «He venido al Got Talent a petarlo máximo»                | Alfredo López | 11 de septiembre de 2019 |
| 6           | 6           | «El duelo final entre El Cejas y El Muerto»               | Alfredo López | 12 de septiembre de 2019 |